# Język yameo
Język yameo – wymarły autochtoniczny język Indian zamieszkujących amazońską puszczę na terenach Peru. Zaliczany jest do języków Peba-Yaguan. Prawdopodobnie samo plemię Indian Yameo już nie istnieje.